# The Color Purple (phim)
The Color Purple (tạm dịch: Màu Tím) là bộ phim bi kịch phản ánh thời đại của Mỹ năm 1985, đạo diễn bởi Steven Spielberg. Đây là phim thứ 8 ông đạo diễn, được dựa trên cuốn tiểu thuyết cùng tên đoạt giải Pulitzer của Alice Walker. Phim kể về câu chuyện của một cô gái trẻ Mỹ gốc Phi tên Celie và những vấn đề mà cô hay những phụ nữ Mỹ-Phi khác phải đối mặt vào đầu thập niên 1900; bao gồm: nghèo đói, phận biệt chủng tộc, và phân biệt nam nữ. The character Celie is transformed as cô tìm lại chính mình nhờ sự giúp đỡ từ hai người bạn gái mạnh mẽ.

## Cốt truyện
Diễn ra ở miền nam nước Mỹ, khoảng đầu đến giữa thập niên 1900, bộ phim kể về cuộc sống của Celie Harris một cô gái Mỹ gốc Phi nghèo khó bị lạm dụng ngay từ khi còn trẻ. Đến năm 14 tuổi, cô đã có 2 đứa con với cha mình (về sau phát hiện ra là cha dượng), chúng bị ông mang đi khi vừa mới sinh ra. Celie sau đó bị ép gả cho Albert Johnson, một gã góa vợ trong vùng, người mà cô gọi "Ngài". Albert đã sớm để ý đến Nettie và đến hỏi cưới nhưng cha dượng không đồng ý, hắn phải lấy Celie. Hắn đối xử với cô như một nô lệ, bắt phải dọn dẹp đống bừa bãi của ngôi nhà và chăm sóc lũ con ngang bướng. Thỉnh thoảng cô bị Albert đánh, sau đó đe dọa đến gần như câm họng và chỉ biết phục tùng. Nettie sau này chuyển đến sống với họ, đó là khoảng thời gian hạnh phúc ngắn ngủi của 2 chị em và Nettie bắt đầu dạy Celie đọc. Tuy vậy, phải sau mấy lần Nettie từ chối để Albert lạm dụng thân thể, hắn mới đuổi cô đi.
Ca sĩ nhạc jazz Shug Avery, bồ cũ đồng thời là người đã phụ tình Albert trong nhiều năm, chuyển đến sống với hắn và Celie. Lần đầu gặp gỡ, mê sảng và nôn mửa, Shug thoạt tiên đã xúc phạm đến Celie khi nói "cô thực là xấu", nhưng rốt cuộc họ lại trở thành bạn thân và Shug giúp Celie dần nhận ra cô đáng là một con người. Shug và Celie cũng vui đùa chuyện tình đồng tính với nhau (điều này rõ nét hơn trong truyện, và chỉ ám chỉ trong phim). Ngoài ra, Celie còn tìm thấy sức manh từ Sofia, vợ của Harpo - con trai Albert. Tương tự, Sofia cũng bị chồng ngược đãi, nhưng không như Celie, cô từ chối chịu đựng nó. Tính cách mạnh mẽ cao độ này là minh chứng cho sự suy sụp của cô, tuy nhiên với lời nhận xét thô lỗ bà vợ thị trưởng thị trấn và cú đấm chính ông thị trưởng, Sofia đã kết thúc đời mình ở trong tù.
Trong lúc ấy, Nettie đang sống với việc truyền giáo ở châu Phi và thỉnh thoảng gửi thư cho chị. Tuy nhiên Celie không hề biết, Albert đã thu hết số thư đó, nói với cô rằng sẽ không bao giờ nghe được gì từ em gái nữa. Đến khi Shug cùng chồng mới Grady tới thăm, Celie và Shug mới phát hiện ra những thư từ liên lạc quan trọng của Nettie trong nhiều năm. Celie lập tức liên lạc cho Nettie và đảm bảo rằng cô vẫn sống. Điếu này tiếp thêm nghị lực giúp Celie chống lại Albert. Cô suýt nữa đã rạch cổ hắn khi đang cạo râu, và nhanh chóng bị Shug chặn lại. Vào bữa tối gia đình, Sofia gặp lại trông già nua đi và cơ thể bị biến dạng vình viễn. Đó là kết quả từ những trận đánh đập dữ dội trong nhà tù tàn phá cô đến suy kiệt (mất trương lực cơ). Tại bữa ăn này, Celie cuối cùng cũng đòi lại chính mình, cô lên án gay gắt Albert và bố hắn. Shug cho Albert biết họ sắp đi, và Celie sẽ đi cùng họ. Bất chấp những lời lẽ mà Albert nỗ lực lăng mạ bắt Celie phải quy phục, cô vẫn vùng lên và ra đi vĩnh viễn. Mặt khác nó giúp Sofia thoát khỏi sợ hãi, trở về bình thường qua việc cô cười khoái chí vào mặt Albert, đang ngượng ngùng và điếng cả người.
Về sau, Celie mở một cửa hàng may mặc, bán những chiếc quần "một cỡ vừa tất". Qua cái chết của người cha, cô mới hiểu ông là ai, thực chất là dượng, và cô được thừa kế lại ngôi nhà cũng như cửa hàng từ người cha thực sự. Trong lúc đó, căn nhà và khu vườn Albert đang héo mòn như không còn tồn tại nữa giống việc hắn lười nhác và ngập trong rượu cồn. Hắn dành phần lớn thời gian ở quán rượu lậu của Harpo. Những năm tội lỗi rồi cũng tóm lấy Albert, suốt đời hắn được biết đến là một kẻ kinh khủng, nhất là với Celie. Trong một hành động tốt đẹp bất ngờ mà Celie không biết, Albert đã lấy hết số tiền tiết kiệm nhiều năm của mình, xuống văn phòng nhập cư, đồng ý cho cô một cuộc sum họp gia đình. Nettie cùng các con của Celie: Adam và Olivia, lớn lên ở châu Phi, giờ được trở về đoàn tụ với mẹ. Từ đằng xa, Albert đứng nhìn và hắn mỉm cười khi thấy Celie cuối cùng cũng hạnh phúc.

## Diễn viên
- Whoopi Goldberg vai Celie Harris Johnson
- Danny Glover vai Mr. Albert Johnson
- Margaret Avery vai Shug Avery
- Oprah Winfrey vai Sofia
- Akosua Busia vai Nettie Harris
- Adolph Caesar vai Old Mister
- Willard Pugh vai Harpo Johnson
- Rae Dawn Chong vai Squeak
- Larry Fishburne vai Swain
- Dana Ivey vai Miss Millie
- Leon Rippy vai Store Clerk
- Bennet Guillory vai Grady
- James Tillis vai Henry "Buster" Broadnax
- Desreta Jackson vai Young Celie Harris
- Leonard Jackson vai Alphonso "Pa" Harris
- Howard Starr vai Young Harpo Johnson
- Lelo Masamba vai Olivia Johnson

## Giải thưởng và đón nhận
Dù bộ phim được đề cử 11 giải Oscar, bao gồm Phim xuất sắc nhất, Nữ diễn viên chính xuất sắc nhất cho Goldberg và Nữ diễn viên chính xuất sắc nhất cho cả Avery và Winfrey; nhưng không đoạt một giải nào.
Spielberg lần đầu tiên nhận được giải Directors Guild of America Award cho Best Motion Picture Director.
The Color Purple cũng được đề cử cho 5 giải Quả cầu vàng, gồm Phim hay nhất (Drama), Đạo diễn xuất sắc nhất cho Spielberg, và Nữ diễn viên phụ xuất sắc nhất cho Winfrey. Nó chỉ đoạt một giải là nữ diễn viên chính xuất sắc nhất của Goldberg (Drama).
The film was screened out of competition at the Liên hoan Phim Cannes 1986.

## Khác biệt giữa phim và truyện
- Nhân vật "Ngài" trong truyện không có họ tên. Thực tế, ở vị trí tên anh ta là khoảng trống. Tuy nhiên, trong sách, Shug tìm đến hắn dưới cái tên Albert và Celie viết cô không biết đấy là tên anh ta. Trong phim, Shug và mọi người gọi hắn là "Albert", và họ "Johnson" được đề rõ ràng trên hòm thư cũng như thư nhận được.
- Cảnh "Ngài" chia rẽ Celie và Nettie, rồi quăng Nettie vào vườn, không xảy ra trong tuyện. Thay bằng, Nettie đã bỏ chạy trước khi "Ngài" cho cơ hội. Ở truyện, lý do khiến Nettie ra đi đường đột (with cô hitting Mister) cũng giống với phim, nhưng nó không xảy ra cho đến khi Celie đọc được thư của Nettie.
- Tiểu thuyết chứa đựng nhiều hơn về quãng thời gian Nettie ở châu Phi, gồm cả cuộc hôn nhân với Reverend sau khi Corrine chết.
- Tiểu thuyết cũng cho thấy Corrine đã tưởng rằng Olivia và Adam là con Nettie (không phải Celie) vì chúng nhìn giống cô hơn. Đây là lý do mà họ chấp nhận cho Nettie tham gia chuyến đi truyền giáo tới châu Phi.
- Cảnh Celie gặp Corrine và Olivia trong cửa hàng, Olivia mới là đứa bé. Trong tiểu thuyết, nhân vật này đã 6 tuổi.
- Truyện còn có mối quan hệ giữa Grady (chồng Shug) với Squeak (bạn gái Harpo). Họ cặp với nhau và chuyển đến Panama nơi hắn trồng cần sa. Cuối cùng Squeak rời bỏ hắn và quay trở về Mỹ.
- Trong truyện, Shug chạy trốn cùng một người đàn ông trẻ tên là Germaine, sau quay lại với Celie.
- Trong truyện, nhân vật "Ngài" không có bất kì hành động nào để Nettie quay trở về Mỹ.
- Trong truyện, "Ngài" is actually with Celie and company khi Celie sum vầy với Nettie và các con, trong khi ở phim, hắn nhìn cảnh đoàn tụ từ đằng xa, chỉ mình Shug nhận ra.
- Trong truyện, bố của "Ngài" chỉ xuất hiện trong cảnh ở hiên nhà, ngược lại với phim, ông còn góp mặt trong bữa tối lễ Phục Sinh, và thêm một cảnh lúc "Ngài" đang luẩn quẩn trong rượu cồn sau khi Celie bỏ đi.
- Trong truyện, khuynh hướng theo tình dục song tính của Celie và mối quan hệ đồng tính với Shug Avery được làm nổi bật hẳn lên, ngược lại, tất cả hầu như không có trong phim.
- Trong truyện, sự phát triển ý thức tự nhiên của Celie, từ chỉ tin vào chế độ gia trưởng dần ngả về Chúa nhiều hơn thì rõ nét hơn.

## Liên kết
- The Color Purple trên Internet Movie Database
- The Color Purple tại TCM Movie Database
- The Color Purple tại AllMovie
- The Color Purple tại Box Office Mojo
- The Color Purple tại Rotten Tomatoes

Bản mẫu:Alice Walker